# Infinity Train
Infinity Train è una serie televisiva animata statunitense del 2019, creata da Owen Dennis.
L'episodio pilota della serie è stato pubblicato su Youtube il 1º novembre 2016, prima di essere ripreso per una miniserie completa in seguito all'accoglienza positiva. Dopo la conclusione della prima stagione, Cartoon Network ha annunciato che Infinity Train sarebbe continuato sotto forma di serie antologica.
La serie segue le avventure di Tulip assieme al robot One-One e il suo cagnolino Atticus ed è ambientata su un treno gigantesco, misterioso e apparentemente infinito che viaggia attraverso un paesaggio arido, le cui carrozze contengono una varietà di ambienti bizzarri, fantastici e impossibili. I passeggeri del treno procedono da una carrozza all'altra completando sfide che li aiutano a risolvere i loro traumi psicologici e problemi emotivi. Ogni stagione di Infinity Train (denominata "Libro", ognuna con un proprio sottotitolo separato) segue la propria trama e set di personaggi, nonostante alcuni di loro appaiano in più stagioni.
La serie è stata trasmessa per la prima volta negli Stati Uniti su Cartoon Network dal 5 agosto 2019 al 10 gennaio 2020 e continuata su HBO Max dal 13 agosto 2020 al 15 aprile 2021, per un totale di 40 episodi ripartiti su quattro stagioni.

## Ambientazione
La serie è ambientata principalmente sul Treno, un misterioso mezzo di trasporto con un numero di carrozze apparentemente infinito. Il Treno viaggia su rotaie disposte in un mondo desertico le cui sabbie possono intrappolare gli esseri viventi non appartenenti a questo mondo; gli unici esseri che abitano questo mondo sono dei cani mutanti simili a degli scarafaggi.
Le carrozze del treno sono le altre ambientazioni della serie. Ciascuna carrozza ha un proprio ecosistema e un proprio ambiente rendendole a tutti gli effetti degli ecosistemi ambulanti. Verrà poi rivelato nella serie che queste carrozze sono create dal Macchinista, il capo supremo del Treno, tramite una tecnologia sferica non meglio precisata: in sintesi delle sfere che contengono il DNA dell'ambiente che si vuole creare vengono inserite in una carrozza vuota creata nella sala macchine e, una volta fatto ciò, si genera l'ambiente desiderato; la carrozza poi viene collegata alle altre tramite la tecnologia del Treno.
Come detto, alla guida del Treno vi è Il Macchinista, che è il capo supremo del Treno e per mantenere l'ordine si serve di un robot, Il Controllore, che viene attivato quando Il Macchinista lo ritiene necessario (le insidie del Treno tecnicamente bastano già per far desistere chiunque si trovi a bordo).
Il Treno ha due forme principali: quando si trova nel nostro mondo assume la forma di un treno ad alta velocità argento, quando si trova nel suo mondo assume la forma di un grosso treno a vapore con carrozze cubiche mastodontiche.

## Trama
Le quattro stagioni finora trasmesse presentano trame indipendenti e protagonisti diversi, pur mantenendo il treno come ambientazione comune. Dalla seconda stagione in poi, uno o più protagonisti sono personaggi introdotti come secondari nella stagione precedente, così come dalle stagioni precedenti ricompaiono anche alcuni personaggi secondari.
Prima stagione
Tulip è una ragazza come le altre che conduce una vita normale assieme ai suoi genitori in una località innevata degli Stati Uniti. La sua vita cambia quando i genitori decidono di separarsi a causa dei litigi intercorsi nella coppia; Tulip non riesce a digerire un boccone cosi amaro, inoltre verrà a sapere che il suo ingresso in un istituto di architettura è a rischio a causa della separazione. Stanca quindi delle delusioni, decide di scappare nella notte con un carico di viveri nello zaino per raggiungere l'istituto. A un tratto viene interrotta dal passaggio di un treno su dei binari apparsi dal nulla nella foresta; il led del treno riporta il nome del luogo che vuole raggiungere e decide di salire a bordo. Proprio quando si aprono le porte del treno, Tulip viene teletrasportata a bordo del Treno in una carrozza. Qui conosce One-One, un robot che vuole raggiungere la sua mamma nella sala macchine all'inizio del treno. Tulip accetta ma dopo aver superato un enorme numero di carrozze capisce che il Treno ha un numero quasi infinito di carrozze e che non può scappare dal treno perché il mondo all'esterno è ostile.
Ha quindi inizio l'odissea di Tulip che cercherà di proseguire di carrozza in carrozza sperando che una di queste possa contenere uno stratagemma per avvicinarsi alla sala macchine. La ragazza inoltre nota che sulla sua mano è apparso un numero in verde e che questo numero sale o scende casualmente; Tulip non ha idea di cosa possa significare ma One-One afferma che il numero zero è la chiave.
In una delle carrozze, la carrozza dei corgi, incontrerà Atticus; questi è il re di Corginia, un regno abitato dai cani di razza welsh corgi pembroke, e accetterà di diventare il suo compagno di viaggio. In un'altra carrozza, la carrozza del gatto, incontrerà il Gatto; un gatto assoldato in segreto dal Macchinista per intrappolare Tulip nei suoi ricordi, rivivibili tramite una videocassetta speciale che obbliga chi la sta guardando a vivere i ricordi della persona a cui è legata la videocassetta stessa; Tulip però riuscirà a scappare e a superare la carrozza. Il gruppo esplorerà anche una carrozza distorta nota come la carrozza incompleta e qui One-One scoprirà non solo di essere in grado di manipolare la struttura delle Carrozze ma anche di essere coinvolto in qualche modo nel processo di creazione di questi mondi sul Treno. In un'altra ancora la ragazza perde il controllo e decide, stanca di vedere il numero scendere senza alcuna ragione, di coprire la mano con un guanto; la situazione si risolverà nella carrozza cromata dove, dopo un dialogo con il suo doppio cromatico, capisce che non deve avere paura e sfila il guanto.
Nella carrozza delle palline Tulip viene intrappolata dal Gatto ma a un certo punto interviene anche Il Controllore che riesce a catturare Tulip mentre Atticus e One-One scappano dai suoi artigli. Compare quindi Il Macchinista che intima al Gatto di recuperare One-One e di catturare eventualmente anche il cane; Il Macchinista si rivela essere l'antagonista principale in quanto ha volutamente cercato di bloccare Tulip nei suoi ricordi ma solo per farla sentire al sicuro mentre lei invece è scappata alterando l'ordine del Treno (Atticus, ad esempio, dovrebbe essere nella carrozza dei Corgi), dopodiché ordina al Controllore di radere al suolo i giochi della carrozza per farla sentire in colpa e farla piangere ma Il Macchinista, anziche infierire, consola Tulip asciugandole le lacrime con un fazzoletto. Atticus tuttavia attacca alle spalle Il Macchinista che per punizione lo colpisce con un raggio alimentato a Sfere DNA contenente il DNA dei cani mutanti del mondo esterno al Treno, dopodiché Il Macchinista e Il Controllore scappano alla sala macchine.
Il Gatto a questo punto, sentendosi tradito, aiuta Tulip mostrandole la videocassetta del Macchinista. Entrando nei suoi ricordi scopre che la vera identità di quest'ultimo è quella di una donna, Amelia Hughes. Questa donna da ragazza si innamorò di un certo Alrick al college e con questo si sposò dopo aver finito il college che frequentavano; in un tempo non precisato Alrick muore e la donna è in una profonda crisi depressiva, decide quindi di raggiungere il college frequentato con suo marito per cercare ristoro ma quando lo raggiunse venne attirata dalla presenza del Treno che la portò in questo mondo. tutto ora è chiaro: Tulip era triste quando è stata attirata dal Treno e anche Amelia era in quello stato perciò il Treno attira inspiegabilmente le persone in preda al panico e alla tristezza.
Con questa informazioni Tulip apprende che il Treno aiuta le persone a ritrovare sé stesse e il numero rappresenta la vicinanza all'obiettivo da raggiungere; a questo punto il numero di Tulip scende a zero e si apre una porta del treno per casa sua, dato che ha raggiunto l'obiettivo. Tuttavia la ragazza rifiuta temporaneamente poiché prima vuole aiutare One-One e salvare Atticus, ancora trasformato. grazie a un artiglio perso dal Controllore Tulip manomette la carrozza delle palline portandola fino alla punta del treno: la sala macchine.
Per entrare nella sala macchine Tulip e One-One devono passare per una carrozza in costruzione, la carrozza del college, concepita per essere l'esatta replica del college di Amelia e Alrick. Fatto questo i due hanno il confronto finale con Il Macchinista (da ora Amelia). La battaglia ha inizio con Amelia stordita dal Gatto con un raggio elettrico e prosegue con uno scontro tra Tulip e lei per prendere la pistola con il raggio che modifica il DNA e la Sfera DNA con il codice genetico del Corgi (la sfera è allocata nella carrozza del college). One-One invece supera le difese del Controllore e raggiunge il corpo centrale della sala macchine, la sua mamma. Tulip quindi capisce, data la forma sferica del motore, che Amelia ha rimosso One-One dal ruolo di Macchinista assumendo lei il suo ruolo; Amelia quindi rivelerà di averlo fatto perché il robot non gli concesse al tempo della sua comparsa alla sala macchine delle carrozze ispirate ai suoi ricordi dove vivere per sempre, la rivelazione però avverrà non prima di un gioco sporco da parte di Amelia che modificherà il numero di Tulip per spostare in fondo al Treno il portale per casa sua. Dopo una dura lotta Tulip trionfa danneggiando l'esoscheletro di Amelia e rivelandone il vero aspetto e inoltre fa tornare normale Atticus. One-One quindi ritorna a essere il vero Macchinista e spiega che il motivo per cui non concesse la richiesta ad Amelia è che la sua richiesta annullava il senso stesso del Treno: insegnare una lezione. Tulip ormai ha imparato ad accettare la vita per come va, Amelia invece non ha mai imparato e, a detta sua, mai imparerà visto che il suo numero è altissimo. Tulip quindi saluta gli amici e lascia il Treno.
Il finale vede Tulip incominciare la sua nuova vita nella separazione dei suoi genitori, pronta a vivere accettando le conseguenze delle sue azioni e quello che gli capiterà davanti.
Dopo il finale appare una scritta che annuncia il ritorno del Treno.
Seconda stagione
La seconda stagione vede come protagonista il riflesso di Tulip, che nella prima stagione ha attraversato lo specchio nel vagone cromato e ha preso vita, staccandosi definitivamente da Tulip, il suo prime (così viene chiamata la persona che viene riflessa): al termine della prima stagione, infatti, si vede Tulip passare davanti a uno specchio senza essere riflessa. Il suo riflesso ha l'aspetto di una ragazza cromata, che in seguito sarà soprannominata MT (Mirror Tulip, "Tulip specchiata"), e decide di assumere una nuova identità, togliendo gli occhiali e rasando i capelli per non somigliare a Tulip.
MT inizia ad avanzare da un vagone all'altro come un normale passeggero, sperando di poter uscire dal treno e iniziare una vita nel mondo reale. Nel cammino incontra un ragazzo di nome Jesse, con cui stringe amicizia e che decide di aiutare a portare a zero il proprio numero, e un cervo mutante, silenzioso e goloso, che Jesse battezza Alan Dracula.
La ragazza dovrà però fare i conti con il fatto di non possedere un numero e non potere uscire dal treno, poiché non è un passeggero ma un Null. vale a dire un personaggio creato dal treno, e soprattutto con il fatto di essere ricercata per aver violato le leggi degli specchi, e quindi inseguita da due poliziotti cromati che vogliono ucciderla con una levigatrice e sono sempre in agguato, in quanto possono materializzarsi da qualunque superficie riflettente.
Terza stagione
La terza stagione segue le avventure degli Apex, un gruppo di ragazzini che girano per il treno vandalizzando e saccheggiando i vagoni per aumentare il proprio numero sulla mano anziché diminuirlo, poiché convinti che One-One non sia il vero macchinista del treno, e che abbia preso il controllo del mezzo per azzerare i numeri dei passeggeri e farli sparire per sempre dal treno. Gli Apex, già incontrati nel vagone luna park della Gatta nella seconda stagione, sono capeggiati da una ragazza di nome Grace e un ragazzo di nome Simon, che sono sul treno da quando erano bambini e hanno ormai numeri altissimi che ricoprono tutto il braccio.
Durante un raid, il vagone su cui si trovano gli Apex viene spostato indietro nel treno, e, mentre gli altri ragazzini riescono a uscirne prima che si allontani, Grace e Simon vi rimangono intrappolati, retrocedendo di molti vagoni. Avanzando in cerca del gruppo, i due incontrano in un vagone giungla una bambina di 6 anni di nome Hazel, che trascorre le giornate in compagnia della scimmia Tuba. La bambina ha la peculiarità di avere sulla mano un numero fermo e non brillante: questo fa credere a Grace e Simon che il numero sia stato spento da One-One, e i ragazzi, nonostante l'ostilità di Tuba, convincono Hazel a seguirli per diventare membro degli Apex.
Tuttavia, il cammino per recuperare la banda è pieno di insidie, e, mentre Grace comincia ad affezionarsi alla bambina e il suo numero diminuisce gradualmente, Simon resta fedele al codice degli Apex e la rimbecca continuamente per la sua condotta. Intanto, Hazel inizia ad assumere di tanto in tanto le sembianze di una tartaruga, e un incontro inaspettato mostra ai ragazzi che la realtà dei fatti è ben diversa da come pensavano.
Quarta stagione
A differenza delle due stagioni precedenti, questa si apre nel mondo reale anziché sul treno: segue così la vita di Min Gi e Ryan, amici inseparabili dalla nascita con il grande sogno di formare una band ed esibirsi in una tournée in Canada. Tuttavia, mentre Ryan è molto determinato e si procura tutto il necessario per realizzare questo sogno, Min Gi preferisce adempiere al volere della sua famiglia, studiando la viola anziché lo stilofono (strumento musicale elettronico di cui è appassionato), iniziando a lavorare in un diner e iscrivendosi all'università, e lascia partire da solo il suo amico. Il viaggio non dà i risultati sperati, e, quando Ryan ritorna da Min Gi, i due iniziano a litigare sul futuro della band; in una colluttazione, si rincorrono fino a salire su un treno e si ritrovano entrambi nel portale dell'Infinity Train.
Inizia così anche per loro un'avventura per maturare e superare i propri ostacoli, con l'aiuto di Kez, una campanella magica parlante che li mette continuamente nei guai in quanto è ricercata in ogni vagone per aver arrecato qualche danno agli abitanti, anche solo per semplice maldestrezza. Questa avventura è molto peculiare secondo il personale del treno (Amelia, One-One e la Gatta), in quanto normalmente le persone accedono al treno individualmente e non in coppia, e i numeri di progresso dei due ragazzi sono sempre sincronizzati fra loro.

## Episodi
| Stagione         | Episodi | Prima TV USA     | Prima TV Italia |
| ---------------- | ------- | ---------------- | --------------- |
| Pilota           | Pilota  | 1º novembre 2016 | inedito         |
| Prima stagione   | 10      | 2019             | inedita         |
| Seconda stagione | 10      | 2020             | inedita         |
| Terza stagione   | 10      | 2020             | inedita         |
| Quarta stagione  | 10      | 2021             | inedita         |
| Corti            | 10      | 2019             | inediti         |

## Personaggi e doppiatori

### Personaggi principali
- Tulip Olsen, voce originale di Ashley Johnson.

La protagonista della serie. è una ragazza in cerca di ristoro dopo la separazione dei genitori; viene attirata dal Treno per imparare a vivere la vita con tutte le sue sfaccettature positive e negative. Ha una forte empatia e quando ha la possibilità di tornare a casa rifiuta fino a quando non aiuterà al 100% i suoi amici. Adora mangiare dell'aglio oppure delle cipolle quando deve concentrarsi.
- One-One, voce originale di Jeremy Crutchley (Glad-One) e Owen Dennis (Sad-One).

Un robot senziente con una coscienza divisa in due metà; questo lo porta ad avere una metà allegra e una metà seria. Possiede una forma sferica, può rotolare e muoversi con delle piccole zampette. Il suo obiettivo è raggiungere la sua Mamma alla sala macchine del Treno. Nel corso della serie scopre di essere legato a questo luogo e infatti scoprirà di essere il vero Macchinista poiché è in grado di alterare le proprietà delle carrozze; in passato era lui che creava le carrozze del treno ma quando incontrò Amelia le cose cambiarono. Dopo il rifiuto di creare carrozze con i suoi ricordi viene scollegato dal motore e cacciato lontano dalla sala macchine, perdendo lo status di Macchinista. Riacquista il suo status dopo la battaglia nella carrozza del college.
- Atticus, voce originale di Ernie Hudson.

Un cane di razza Corgi e anche il re di Corgiland, il regno dei Corgi all'interno della carrozza dei Corgi. Fa subito amicizia con Tulip e si mostra pronto a proteggerla nei momenti di difficoltà. Si sacrifica per proteggere la ragazza dal Macchinista facendosi trasformare in un cane mutante del mondo esterno e ritorna normale grazie all'aiuto di quest'ultima. Proprio su questo molti fan in alcune teorie affermano che Atticus non è reale: dato che Tulip ha usato una Sfera DNA Corgi per riportarlo alla normalità è possibile che lui non esista realmente in quanto le sfere creano la vita in base al DNA al loro interno quando vengono collegate alle carrozze; la teoria tuttavia non è confermata. Atticus può parlare come un essere umano.

### Personaggi ricorrenti
- Gatto, voce originale di Kate Mulgrew.

Un gatto proveniente da un mondo sconosciuto. I suoi obiettivi non sono chiari ma a quanto pare anche lui vuole scappare dal Treno, per questo asseconda alcune richieste del Macchinista. Sentendosi tradito però, alla fine cambia schieramento e aiuta Tulip a scoprire la verità sul Treno e sul macchinista. come Atticus può parlare come un essere umano e a quanto pare può viaggiare con una navetta.
- Il Macchinista.

Il principale antagonista della serie. Si tratta di un robot bianco coperto da un cappuccio nero. È il capo supremo del Treno, in grado di creare le carrozze e alterare i numeri di chi sale sul Treno (dopo aver spodestato One-One). Ha un assistente robotico chiamato Il Controllore e un'arma capace di alterare il DNA di chi subisce il colpo tramite un collegamento con le Sfere DNA delle carrozze. Nell'episodio finale si rivela essere Amelia Hughes.
- Amelia Hughes, voce originale di Lena Headey.

Il vero volto dentro all'esoscheletro del Macchinista. È una donna che ha rasentanto il filo della follia per raggiungere il suo scopo: vivere per sempre con il defunto marito, Alrick, grazie a una replica dei suoi ricordi sulla sua vita e su di lui. Da ragazza conobbe quello che poi sarebbe divenuto suo marito, Alrick, ma dopo la sua morte avvenuta anni dopo la donna era entrata in una profonda crisi depressiva che la portò a scappare alla volta del college frequentato da entrambi. Qui ebbe il primo contatto con il Treno e, una volta a bordo, decise di raggiungere la sala macchine attraversando un innumerevole numero di carrozze. Giunta lì chiese al Macchinista originale (One-One) di creare delle carrozze con i suoi ricordi e, a un suo rifiuto, lo scollegò per assumere il ruolo di Macchinista e raggiungere il suo obiettivo. È molto abile nell'elettronica dato che riesce a usare agevolmente la tecnologia del Treno proprio come One-One ed è anche in grado, come lui, di modificare i numeri di chi si trova nel treno (come mostrato nel finale), con l'eccezione del suo numero. Dato che è sempre andata avanti senza imparare il suo numero ha raggiunto una cifra incalcolabile quasi vicina all'infinito e nonostante questa vicenda non vuole comunque imparare lasciando intendere che ora vivrà nel Treno gli ultimi anni della depressione.
- Alrick, voce originale di Matthew Rhys.

Il marito di Amelia. Si fidanzano al college e muore più avanti a distanza di un tempo non precisato dal matrimonio con la donna. Non aveva ottimi voti al college ma la vicinanza con Amelia lo aiuta a crescere come studente.
- Il Controllore, voce originale di Ashley Johnson.

L'assistente del Macchinista. Nel finale della serie si scopre che è un assistente neutrale in quanto dopo la sconfitta di Amelia diventa l'assistente di One-One. È possibile quindi che Il controllore segua le direttive di chi possiede lo status di Macchinista senza distinguere chi sia il Macchinista stesso; sulla base di questo si deduce che prima era effettivamente l'assistente di One-One. Composto da bracci meccanici collegati a una maschera facciale, può attaccare con gli artigli o con dei raggi laser provenienti dagli occhi sulla sua faccia. Gli artigli inoltre possono collegarsi alle carrozze permettendogli di muoversi agevolmente al bordo del treno. La sua maschera rappresenta una donna ma quando si parla del Macchinista ci si riferisce a un lui.